# Indian River (Dominica)
Der Indian River ist der breiteste Fluss von Dominica. Er verläuft im Parish St. John und mündet  an der Westküste in der Prince Rupert Bay (Portsmouth Bay) ins Karibische Meer.

## Geographie
Der Indian River entspringt auf ca. 600 m Höhe über dem Meer (⊙) im Nordhang des Morne Turner, an den Grenzen zum Parish St. Andrew, während die Quellbäche eines seiner Hauptzuflüsse, des Maikay River alle von Osten aus dem Parish St. Andrew herkommen. Die Quellbäche verlaufen zunächst in nördlicher Richtung durch Brandy Estate und Beauséjour, wo der Maikay River mündet und wendet sich dann stärker nach Nordwesten. Im Norden von Cantarde erhält er Zuflüsse, die einerseits aus der Mitte der Insel, von Grand Bois her kommen und andererseits aus dem Gebiet von Borne und der Südflanke des Morne Destinée (⊙). Ab dieser Einmündung wendet er sich auch endgültig nach Westen und fließt in windungsreichem Verlauf nach Westen. Bei Newood ist er schon in den Niederungen angekommen. Von Links und Süden erhält er in der Folge mehrere kleine Zuflüsse, die von Brandy Estate und aus den Bergen des Morne Balvine im Süden kommen. Er passiert das Sugar Loaf Estate im Süden von Portsmouth und hernach bildet er an der Küste ein Sumpfgebiet und einen breiten Lauf aus, wo ihm noch der Barry River von Rechts und Norden aus den Bergen um Morne Les Héritiers und Morne Brulés (⊙) zufließt.
Zwischen dem Ortskern von Portsmouth (Zicack) im Norden und Glanvilia im Süden mündet er ins Karibische Meer.
Nach Süden grenzt das Einzugsgebiete des Picard River an, während nach Osten und Nordosten die Zuflüsse des Blenheim River ihr Einzugsgebiet haben.
Die Granby Street von Portsmouth, die in der Erweiterung als Verbindung nach Thibaud im Parish St. Andrew an der Ostküste dient folgt dem Unterlauf des Flusses bis zum Dos d'Ane (Eselsrücken).
Szenen aus Pirates of the Caribbean – Fluch der Karibik 2 wurden auf dem befahrbaren Teil des Flusses gedreht. Es gibt Angebote für Touristen, Bootstouren auf dem Fluss zu unternehmen.